# Sven Bender
Sven Bender (pronunciació alemanya: [ˈzvɛn ˈbɛndɐ] ( escolteu-ho) (Rosenheim, Bavària 27 d'abril de 1989) és un exfutbolista alemany que jugava com a migcampista defensiu. Actualment fa d'entrenador de futbol.
Sven és el germà bessó de Lars Bender, també jugador i capità del Bayer Leverkusen.